# Presse Club Hannover

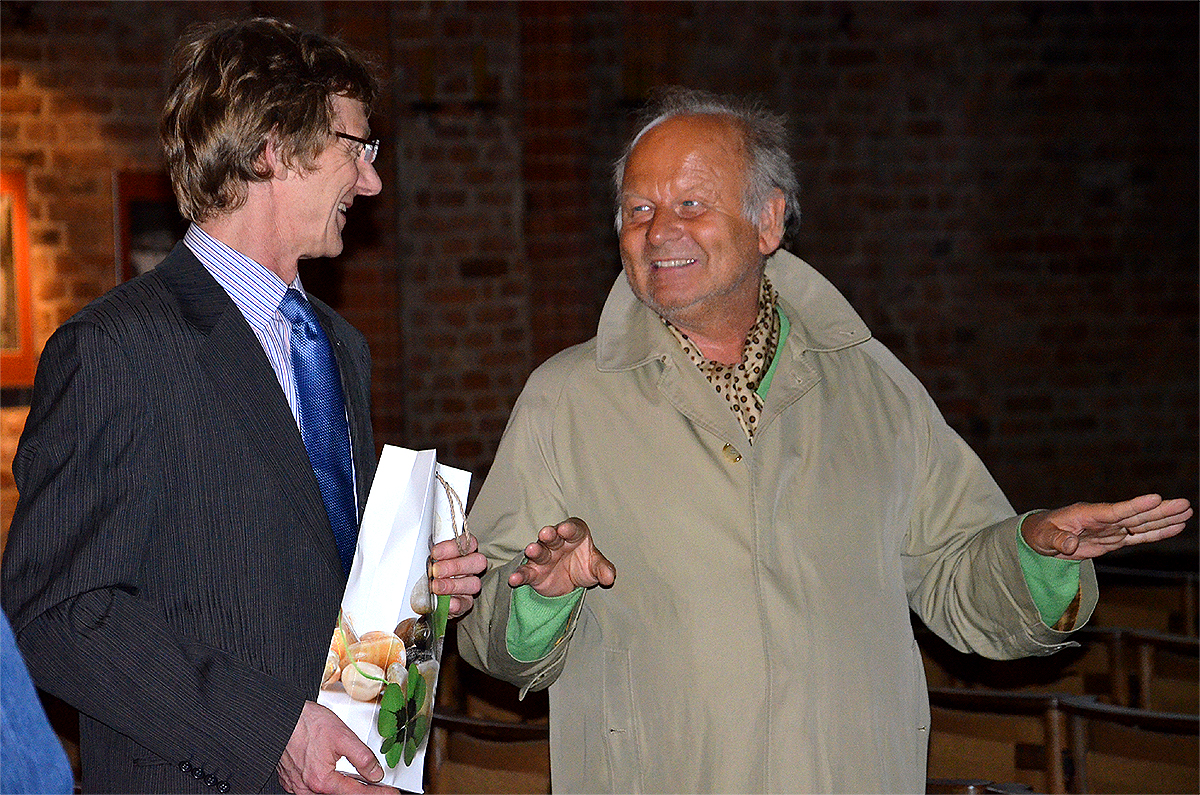
2014 „vor Ort“ in der Marktkirche von Hannover: Organist Ulfert Smidt (links) und der damalige Vorstandsvorsitzende des Presse Club Hannover Jürgen Köster

Der Presse Club Hannover e. V. ist ein als eingetragener Verein organisierter Presseclub in der niedersächsischen Landeshauptstadt Hannover, der sich eine verstärkte Profilierung der Region Hannover zum Ziel gesetzt hat. Der Club fördert mittels Vorträgen den Meinungsaustausch im politischen, wirtschaftlichen, kulturellen und sportlichen Bereich. Neben der jährlichen Vergabe des Leibniz-Rings-Hannover an Persönlichkeiten, die durch eine herausragende Leistung hervortraten oder durch ihr Lebenswerk besondere Zeichen gesetzt haben, fördert der Presse Club Hannover durch die Sir-Hugh-Carleton-Greene-Stiftung in Kooperation mit der British Broadcasting Corporation (BBC) den journalistischen Nachwuchs in Niedersachsen.

## Geschichte
Erster Vorläufer des Presse Clubs Hannover war ein Anfang der 1960er Jahre auf Anregung des Journalisten Hans Hill regelmäßig abgehaltener „Stammtisch“ im Scotch-Club am Weidendamm, an den sich ab mitternachts in der Regel ein Besuch der von Jens Brenke betriebenen Nachtbar Jenseits anschloss. Diese nächtlichen Zusammenkünfte überlebten sich allerdings bald, abgesehen von den Treffen eines unerschütterlich „harten Kerns“.
Ein zweiter Anlauf zur Gründung eines dauerhaften hannoverschen Presseclubs begann direkt nach des seinerzeit neu erbauten und am 4. November 1965 eingeweihten sogenannten „Hotels Interconti“ gegenüber dem Rathaus am Friedrichswall. Aus dem von den Journalisten dort regelmäßig im Ersten Stock gespielten Skat entwickelte sich das jährlich mit bis zu 100 Teilnehmer ausgetragene „Presse-Preis-Skat“ – doch ein informativer Presseclub entwickelte sich so noch nicht.
Nachdem der Niedersächsische Landtag 1979 das Georg-von-Cölln-Haus zum Ausbau gekauft hatte und die Landespressekonferenz Niedersachsen unter ihrem damaligen Vorsitzenden Rolf Zick in einem fensterlosen Raum im Leineschloss tagen musste, bildete sich im Oktober 1980 gemeinsam mit dem Landtagspressechef Helmut Beyer und Mitgliedern des Landtagspräsidiums ein Gründungsausschuss „Presseclub Niedersachsen“. Den Besichtigungstouren zu Presseclubs wie etwa in Bremen, Hamburg oder München folgten hochfliegende Pläne für ein Pressezentrum über drei Etagen mit Geschäftsstellen, Tagungsräumen und sogar eigenem Restaurant im Georg-von-Cölln-Haus. Dann jedoch kritisierten „linke“ Journalisten, die mittels des späteren Vereins linke Kampfpresse die seinerzeit CDU-geführte Niedersächsische Landesregierung stürzen wollten, in Zeitungen die zu erwartende zu große Nähe zwischen Journalisten und Parlament – das vorläufige Ende des geplanten Presseclubs.
Ein Stammtisch in der Kreuzklappe im Goldenen Winkel von Hannover war für kurze Zeit ein erneuter Versuch zur Etablierung eines Presseclubs.
Die am 20. Januar 1994 endlich erfolgreiche Gründung des Presse Club Hannover gelang schließlich durch das professionelle Wirken von Vertretern aller Medien, von Pressechefs und redaktionellen Mitarbeitern „[...] von Pressestellen der Behörden, Verwaltung, Wirtschaft und Industrie, von Verbänden und Institutionen, auch von PR-Büros“ und Druckereien und „Medienschaffenden“ mit Verbindungen zu Presse, Funk, Fernsehen und PR.